# Neoopisthopterus
Neoopisthopterus is een geslacht van straalvinnige vissen uit de familie van haringen (Clupeidae).

## Soorten
- Neoopisthopterus cubanus Hildebrand, 1948
- Neoopisthopterus tropicus (Hildebrand, 1946)